# Claude Bourquard
Claude Bourquard, född 5 mars 1937 i Belfort, är en fransk fäktare.
Bourquard blev olympisk bronsmedaljör i värja vid sommarspelen 1964 i Tokyo.